# 1,1,1-Trifluorethan
1,1,1-Trifluorethan ist eine organisch-chemische Verbindung aus der Gruppe der Fluorkohlenwasserstoffe (FKW). Es handelt sich hierbei um ein starkes Treibhausgas mit süßlichem Geruch.

## Eigenschaften
Trifluorethan ist ein hochentzündliches Gas, welches mit Luft explosionsfähige Gemische bildet. Der Explosionsbereich liegt zwischen 9,5 Vol.‑% als untere Explosionsgrenze (UEG) und 19 Vol.‑% als obere Explosionsgrenze (OEG). Mit einer relativen Gasdichte von 2,96 (Luft = 1) ist das Gas schwerer als Luft und sammelt sich deshalb am Boden. Beim Ausströmen der Flüssigkeit oder beim Entweichen großer Gasmengen bilden sich kalte Nebel, die sich am Boden ausbreiten. Die Dampfdrücke bei verschiedenen Temperaturen sind in folgender Tabelle angegeben:
| T in °C  | −10 | 10  | 20   | 30   | 50   | 70   |
| -------- | --- | --- | ---- | ---- | ---- | ---- |
| p in bar | 4,4 | 8,3 | 11,1 | 14,4 | 23,1 | 35,3 |

Die Dampfdruckfunktion ergibt sich nach Antoine entsprechend log10(P) = A−(B/(T+C)) (P in bar, T in K) mit A = 4,02423, B = 786,645 und C = −30,093 im Temperaturbereich von 174 K bis 226 K.
| Eigenschaft               | Typ     | Wert [Einheit]             | Bemerkungen     |
| ------------------------- | ------- | -------------------------- | --------------- |
| Standardbildungsenthalpie | ΔfH0gas | −748,7 kJ·mol−1            |                 |
| Verbrennungsenthalpie     | ΔcH0gas | −1008 kJ·mol−1             |                 |
| Wärmekapazität            | cp      | 109,66 J·mol−1·K−1 (220 K) | als Flüssigkeit |
| Tripelpunkt               | Ttriple | 161,82 K                   |                 |
| Kritische Temperatur      | Tc      | 345,86 K                   |                 |
| Kritischer Druck          | pc      | 37,64 bar                  |                 |
| Kritische Dichte          | ρc      | 5,16 mol·l−1               |                 |

## Verwendung
1,1,1-Trifluorethan findet als Kältemittel Verwendung.

## Umwelt
Trifluorethan ist als Treibhausgas ca. 5500-mal stärker als CO2. Im Gegensatz zu den Fluorchlorkohlenwasserstoffen ist es aber nicht ozonschädigend. Im Kyoto-Protokoll ist es als „wasserstoffhaltiger Fluorkohlenwasserstoff“ benannt, dessen Emission reduziert werden muss.